# Heliconius olede
Heliconius olede är en fjärilsart som beskrevs av Riffarth 1901. Heliconius olede ingår i släktet Heliconius och familjen praktfjärilar. Inga underarter finns listade i Catalogue of Life.